# Michael Bowen (archevêque)
Pour les articles homonymes, voir Michael Bowen et Bowen.
Michael George Bowen, né le 23 avril 1930 à Gibraltar et mort le 17 octobre 2019, est un prélat britannique qui fut évêque d'Arundel et Brighton, puis archevêque de Southwark de 1977 à 2003. 

## Biographie
Michael Bowen naît à Gibraltar en 1930 et exerce la profession de négociant en  vin, puis est ordonné prêtre catholique le 6 juillet 1958. Le 18 mai 1970, il est nommé évêque coadjuteur d'Arundel et Brighton et évêque titulaire (in partibus) de Lamsorti par Paul VI. Il est consacré le 27 juin suivant par Domenico Enrici, assisté de David Cashman (en) et Derek Worlock.
Il succède à David Cashman sur le siège d'Arundel et Brighton le 14 mars 1971.
Bowen est nommé archevêque de Southwark le 28 mars 1977.
Il prend sa retraite au bout de vingt-six ans de service, le 6 novembre 2003. Après l'annonce de sa démission, le cardinal Murphy-O'Connor déclare :
« Mgr Michael Bowen prend une retraite bien méritée après beaucoup d'années de service fidèle et joyeux de l'Église...Il a été un vrai guide et maître pour ses ouailles, un berger sûr et humble qui a bien servi le peuple et les prêtres de son archidiocèse ».
Il meurt le 17 octobre 2019, âgé de 89 ans.